# Буковий аргумент

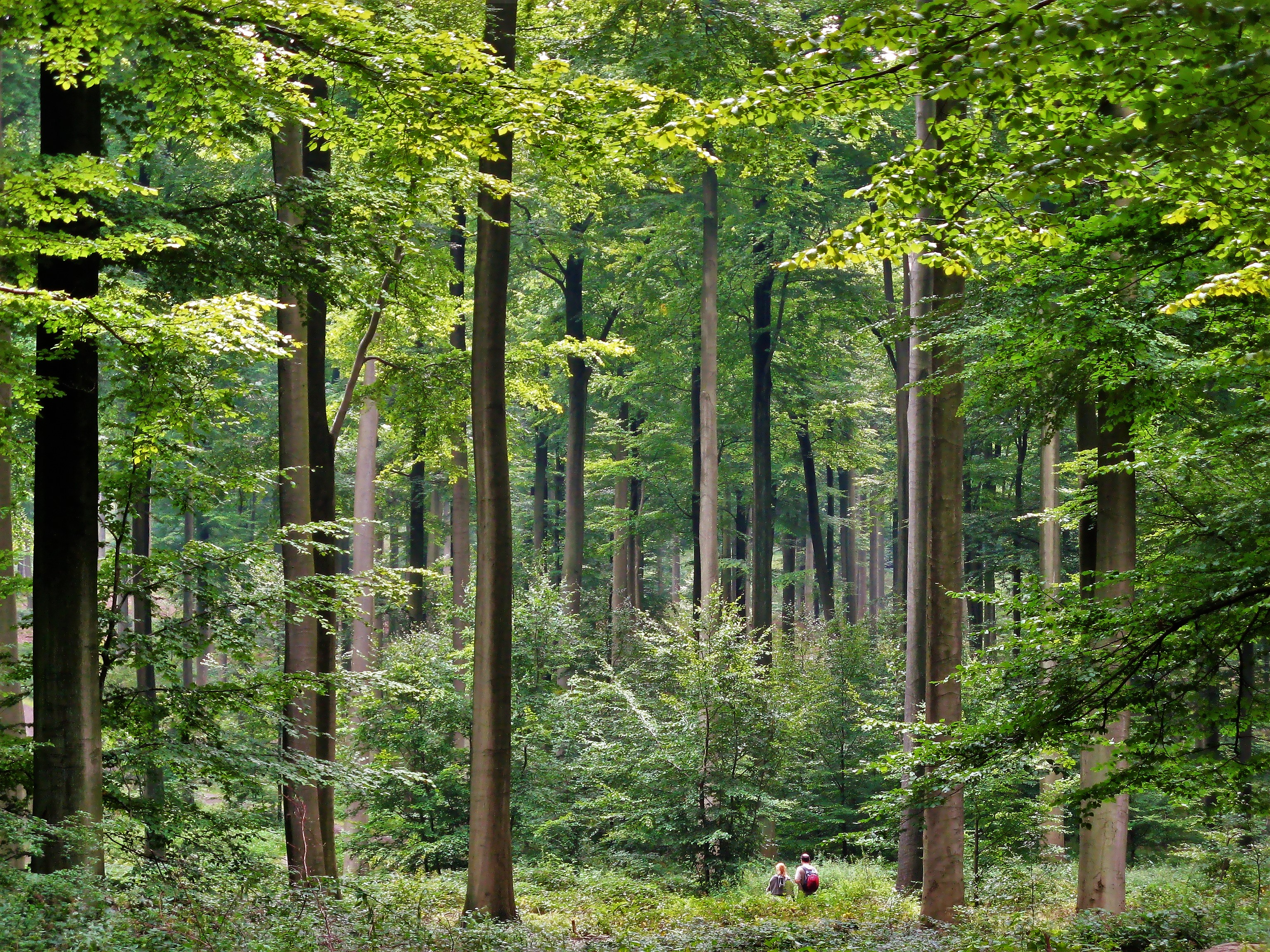
Буковий ліс на північному заході Європи

«Буковий аргумент» (нім. Buchenargument) — знаменитий в історії індоєвропеїстики аргумент, який наприкінці XIX та на початку XX століття широко використовувався для встановлення прабатьківщини індоєвропейських народів.

## Бук і прабатьківщина індоєвропейців
Науковці XIX століття зауважили, що різні індоєвропейські народи використовують споріднені слова на позначення бука європейського. Це, на їхню думку, свідчило про те, що в праіндоєвропейській мові існувало слово «бук» (лема відновлюється лінгвістами як *bʰeh₂go-), отже прабатьківщину індоєвропейських народів слід шукати в зоні виростання цього дерева. Східна межа поширення європейського бука при цьому визначалася таким чином: Кенігсберг — Західний Буг — середній Дністер — Карпати — Одеса. «Буковий аргумент» в інтерпретації німецьких вчених виключав можливість прибуття індоєвропейців до Європи зі степів на сході; на цій підставі прабатьківщиною «аріїв» проголошувалася північ Європи.
У сучасній індоєвропеїстиці «буковий аргумент» не має того значення, як 100 років тому. По-перше, встановлено що за 6000 років до н. е. бук ріс в Європі переважно на Балканах, а балканські народи (албанці, греки) словами, похідними від *bʰeh₂go-, позначають зовсім не бук, а дуб. За 2000 років бук поширився аж до Румунії та Німеччини, але широке поширення його в Західній Європі припадало на бронзову добу (бл. 2500—1000 роки до н. е.), тобто після розпаду гіпотетичної праіндоєвропейської спільноти. По-друге, під «буком» праіндоєвропейці могли розуміти не бук європейський, а бук східний, який росте по берегах Чорного моря. По-третє, похідні від *bʰeh₂go- не відомі східним індоєвропейським мовам (індоіранським, тохарським, вірменській), що вказує на суто діалектний статус цього слова.

## Бук і прабатьківщина слов'ян
«Буковий кордон» має певне значення для встановлення прабатьківщини слов'ян. У слов'янських мовах відомі 11 словоформ, похідних від * b ʰ eh ₂ go-, якими позначається, зазвичай, бузина. Тоді як слово «бук» було запозичене слов'янами з германських мов (можливо, з готської). З цього випливає, що на прабатьківщині слов'ян бук не ріс, а росла бузина і що при поширенні на захід слов'яни запозичили назву незнайомого дерева у місцевих германських племен (можливо, носіїв черняхівської культури). На думку російського історика й археолога Д. А. Мачинского, давнім слов'янам не були відомі й інші центральноєвропейські дерева, у той час як у всіх видів дерев, які ростуть між Західним Бугом та середнім Дніпром (тобто на території сучасних Білорусі та України), є слов'янські назви. Польський ботанік Ю. Ростафінський констатував 1908 року:
Балти не знали ні бука, ні модрини, ні ялиці, ні тиса, оскільки назву його перенесли на крушину. Слов'яни спільноіндоєвропейську назву тиса перенесли на вербу і не знали модрини, ялиці та бука.
За новітніми даними палеокліматології, в перші століття нашої ери клімат в Європі був м'якшим, ніж у XIX столітті, тому в питанні про прабатьківщину слов'ян класичний буковий кордон має бути зміщений на північний схід й проходити територією сучасних України і Білорусі. На ширший ареал бука на рубежі нової ери вказує зокрема вивчення пилку в археологічних знахідках.